# Assling (Tirol)
Assling is een gemeente in de Oostenrijkse deelstaat Tirol, en maakt deel uit van het district Lienz.
Assling telt 2000 inwoners.